# Зут (костюм)
Костюм «зут» (zoot suit или zuit suit) —  мужской костюм с высокой талией, штанами со штифтами, узкими манжетами и длинным пиджаком с широкими лацканами и широкими подбитыми плечами. Наиболее примечателен тем, что используется в качестве культурного символа в субкультурах Hepcat и Pachuco. 
Зародившись среди афроамериканцев, он позже стал популярен среди американцев мексиканского, филиппинского, итальянского и японского происхождения в 1940-х годах.
«Зут» появился в афроамериканских комедийных шоу в 1920-х годах. Такие комики, как Пигмет Маркхэм, Степин Фетчит и многие другие, одевались в лохмотья или мешковатые костюмы для своих комедийных номеров. Этот стиль безразмерных костюмов позже стал более стильным в городских гетто. Многие танцоры чечетки и линди-хопа надевали свободные костюмы в клубы и танцевальные залы. В таких костюмах было гораздо легче перемещаться по танцполу во время танца. В 1930-40-х годах популяризации стиля способствовали исполнители джаза и джамп-блюза. Кэб Кэллоуэй назвал их «абсолютно и по-настоящему американскими». Костюмы носили в основном афроамериканцы, в том числе молодой Малкольм Икс. Во время Второй мировой войны их критиковали за расточительное использование ткани, ведь шерсть тогда была дефицитом. В 1942 году Совет по военному производству ввел ограничения, направленные на прекращение продажи костюмов «зут».
Во время беспорядков 1943 года, так называемых Zoot Suit Riots, группы людей, носивших костюмы, преимущественно мексиканцев, стали жертвами неоднократного насилия. Ношение костюма так и не было запрещено, несмотря на дебаты о его запрете в городском совете Лос-Анджелеса после беспорядков. Костюм «зут» стал важным символом культурной гордости и неповиновения угнетению в движении «чикано». Он пережил короткое возрождение на сцене свингового возрождения в 1990-х годах. Костюм по-прежнему носят чикано в мексиканских субкультурах на памятных мероприятиях, регулярных праздниках и по особым случаям.

## История

### Хипстеры
Впервые костюмы стали ассоциироваться с афроамериканцами Гарлема, Чикаго и Детройта в 1930-х годах, но в 1940-х годах «зут» стали популярны по всей стране благодаря джазовым и джамп-блюзовым музыкантам. Согласно Оксфордскому словарю английского языка, слово "zoot", вероятно, происходит из афроамериканского вернакулярного английского и дублирует слово suit. Создание костюма «зут» приписывают Гарольду К. Фоксу, чикагскому портному и трубачу биг-бенда; Чарльзу Кляйну и Вито Баньято из Нью-Йорка; Луису Леттесу, портному из Мемфиса; и Натану (Тодди) Элкусу, розничному торговцу из Детройта.
Песня A Zoot Suit (For My Sunday Gal) была написана в 1942 году Л. Вулфом Гилбертом и Бобом О'Брайеном.  Лидер джазового оркестра Кэб Кэллоуэй часто надевал на сцену костюмы, в том числе с преувеличенными деталями вроде широких плечей, или богато драпированные пиджаки. В таком костюме он снимался в фильме "Штормовая погода" в 1943 году. В своем словаре Cab Calloway's Cat-ologue: A "Hepster's" Dictionary (1938), он назвал костюм «зут» «вершиной одежды, единственным полностью и по-настоящему американским гражданским костюмом».

### Пачукос и Пачукас
Пачуко и Пачукас были ранними представителями молодежи чикано, которые участвовали в субкультуре, занимавшейся пошивом костюмов. Субкультура возникла в Эль-Пасо, штат Техас, в конце 1930-х годов и быстро распространилась в Лос-Анджелесе.
Пачуко и Пачукас приняли стиль, бросавший вызов нормам белых американцев в отношении расы и пола. Мексиканский американский стиль костюмов обычно был черного, акульего, угольно-серого, темно-синего или коричневого цвета с полосками. В афроамериканском стиле чаще, чем в мексикано-американском, использовались более яркие цвета, толстые «меловые» полоски, висячие шляпы и длинные цепи. И пачуко, и хипстеры занимали маргинальное положение в американском обществе. Некоторые пачуко и хипкэты из-за этого выражали солидарность и уважение друг к другу.
В начале 1940-х годов пачуко ассоциировались в американских СМИ с насилием и преступным поведением, что подпитывало антимексиканские настроения и особенно негативное отношение к стилю костюма «зут» в Лос-Анджелесе. Пачуко, некоторые из которых также носили костюм «зут», часто с некоторыми изменениями и дополнительными аксессуарами, например темной помадой, рассматривались как угроза идеям стабильности семьи и расового подъема, часто отвергались своими сообществами и широкой общественностью. Костюмы «зут» стали называть непатриотичными, ссылаясь на недостаток ткани в военное время.
В 1942 году полиция Лос-Анджелеса арестовала 600 американцев мексиканского происхождения по делу об убийстве в Сонной лагуне, которое было связано с убийством Хосе Гальярдо Диаса на вечеринке. Почти все арестованные, как и предполагаемые потенциальные подозреваемые, носили костюмы.
Освещение этого дела в средствах массовой информации до и после него стало сенсацией и еще больше раздуло пламя враждебных антимексиканских настроений в городе и за его пределами.  Из-за этого некоторые мексиканские американцы не решались носить костюм «зут», поскольку не хотели, чтобы их считали преступниками только из-за их стиля одежды. Некоторые пачуко стали членами ранних банд Лос-Анджелеса и показывали свой предполагаемый криминальный статус с помощью костюма «зут». Другие носили костюм «зут», но отказывались называть себя «зут-костюмерами». Мексиканские американцы, отвергавшие пачуко и костюмы «зут», стали известны как «квадраты» которые, как говорят, верили в ассимиляцию и теорию расового подъема.
Это напряжение вылилось в 1943 году в серию антимексиканских беспорядков в Лос-Анджелесе, получивших название Zoot Suit Riots. В течение десяти дней белые американские военнослужащие ходили по мексикано-американским кварталам, выискивая людей в костюмах. В некоторых случаях нападениям подвергались подростки, которых вытаскивали из заведений. Филиппинцы и черные люди в костюмах также становились жертвами нападений, например, одному черному человеку «толпа белых» выколола ножом глаз.После нападения мексиканские и чернокожие «зут-костюмеры» подняли бунт против белых американских военнослужащих и на пятый день беспорядков скоординированно отразили атаку. Для спасения «отступающих военнослужащих» пригнали автобусы с полицией, после чего были арестованы «десятки мексиканцев». На следующий день военные чиновники объявили Лос-Анджелес закрытым для военнослужащих.
Узнав о событии, автор статьи в газете «Pittsburgh [PA] Courier» предупредил, что чернокожие любители костюмов могут стать следующей мишенью для «патриотического беззакония людей в форме», и заявил, что «лос-анджелесские негры и мексиканские любители костюмов ближе друг к другу, чем к представителям своей собственной расовой группы». Норрис Дж. Нельсон, член городского совета Лос-Анджелеса, предложил объявить костюмы вне закона, но этого не произошло из-за вопросов о конституционности закона..
Сезар Чавес в молодые годы носил костюм, и костюм стал важным культурным символом для движения чикано. Первыми молодыми людьми, которые вернули себе слово «чикано» как идентичность, позволяющую расширить свои возможности, были, по сути, пачукос.

### Белые американцы
На протяжении 1940-х гг. взгляды белых американцев на костюм «зут» менялись. В начале 1940-х гг. среди белой молодежи среднего класса распространился и был апроприирован джайв-сленг афроамериканских хипстеров. Это позволило игнорировать истоки костюма «зут» как символа черной культуры, что сделало его более приемлемым для белых американцев. До Zoot Suit Riots «зут» иногда позиционировался как символ американского индивидуализма и даже патриотизма в сравнении с фашистской униформой и регламентированностью нацистской Германии. Белые и чернокожие солдаты иногда были замечены на фотографиях в военной форме, а пресса представляла костюм как символ молодости, а не как оппозиционный или непатриотичный символ. Большая часть видимого напряжения вокруг «зут» до беспорядков была сосредоточена в районе Лос-Анджелеса в связи с распространением антимексиканских настроений среди белых городских жителей.

### Тринидад
Костюмы «зут» не только сыграли историческую роль в субкультуре США 1940-х годов, но и сформировали новое поколение мужчин на Тринидаде. Тринидадцев, перенявших эту американскую моду, стали называть saga boys; они носили эти костюмы и принимали гламурный образ жизни, который они представляли. «Их увлечение костюмом «зут», в частности, означало отказ от англоцентричных представлений не только о моде, но и, что гораздо глубже, о мужественности».
Поэтому, хотя saga boys внешне приспосабливались к городскому американскому образу жизни, на самом деле они использовали эту одежду и образ жизни как способ улучшить свою жизнь в Тринидаде, подняться над ограничениями, которые принес империализм, и создать с помощью этой оппозиционной одежды свою собственную культуру.

### Эпоха возрождения свинга
В эпоху возрождения свинга, начавшуюся в 1989 году и продолжавшуюся примерно до 1998 года, костюм «зут» пережил небольшое возрождение, основанное преимущественно на ностальгии по эпохе 1940-х годов, но при этом заметно упуская многие из расовых моментов, которые окружали костюм «зут». Среди групп были The Brian Setzer Orchestra, Royal Crown Revue и Cherry Poppin' Daddies. Одной из популярных песен той эпохи была песня Cherry Poppin' Daddies Zoot Suit Riot, которая представляла исторический момент бунтов в зубах через призму мужской силы.

### Современность
Сегодня чикано регулярно поминают костюм «зут» как символ культурной гордости. Отчасти это связано с пьесой Луиса Вальдеса «Костюм "зут"» 1979 года и последующим фильмом 1981 года, которые перенесли знания об эпохе и интерес к стилю в будущее. За пределами мемориальных мероприятий, таких как те, что проводятся в годовщину Zoot Suit Riots, костюм «зут» по-прежнему иногда надевают чиканос по особым случаям, включая выпускные балы, как формальную одежду, но с культурными особенностями. Его также носят в некоторых городских районах Мексики в аналогичных целях.

## Характеристики
Традиционно костюмы «зут» носят с фетровой шляпой или шляпой в цвет костюма, иногда с длинным пером в качестве украшения, и остроносыми туфлями во французском стиле.
Молодой Малкольм Икс, носивший в юности костюмы «зут», описывал эту одежду как: «пальто-убийца с драповой формой, мокрыми складками и плечами, набитыми, как в камере сумасшедшего».
На костюмах обычно была цепочка для часов, свисающая с пояса до колена или ниже, а затем обратно в боковой карман. Женщина, сопровождающая мужчину в костюме, обычно надевала расклешенную юбку и длинное пальто.
Количество материалов и пошив делали их предметами роскоши, настолько, что Совет по военному производству США заявил, что на них тратятся материалы, которые должны быть направлены на военные нужды Второй мировой войны. Когда в 1942 году журнал Life опубликовал фотографии людей в костюмах, то пошутил, что это «веские аргументы в пользу снижения призывного возраста в армии до 18-летних». Эта экстравагантность, которую многие считали непатриотичной в военное время, стала одним из факторов «бунтов в костюмах».
Для некоторых ношение больших костюмов было декларацией свободы и самоопределения, даже бунтарства.
Некоторые наблюдатели утверждают, что костюмы «эдвардианского типа» с бархатными лацканами, которые носили «тедди-бои» в Британии, являются производными от костюма «зут».

## В медиа
The Zoot Cat — короткометражный мультфильм 1944 года Metro-Goldwyn-Mayer «Том и Джерри», снятый Уильямом Ханной и Джозефом Барберой. В нем Том и Джерри одеты в костюмы «зут».
«Книжное ревю» — короткометражка Looney Tunes 1946 года режиссера Боба Клэмпета, в которой Даффи Дак одет в костюм «зут».
Тин-Тан — мексиканский актер 1940-х годов, снимавшийся в костюмах «зут» в своих фильмах
«Три арабских ореха» — короткометражка «Трёх балбесов» 1951 года, в которой Шемп находит джинна в лампе. По желанию Шемпа получить новый костюм, джинн дарит ему костюм «зут».
«Zoot Suit/I'm the Face» — сингл 1964 года группы The Who, записанный под названием The High Numbers.
«Убийства в костюме "зут"» — роман-загадка 1978 года, написанный Томасом Санчесом
«Костюм "зут"» — пьеса Луиса Вальдеса 1978 года
«Костюм "зут"» — фильм 1981 года режиссера Луиса Вальдеса
«Alright» — сингл Джанет Джексон, в клипе на который Джексон одета в костюм «зут» в честь Кэба Кэллоуэя.
«Batman: The Animated Series» — Джокер часто появляется в костюме «зут».
«Маска» (The Mask) — фильм 1994 года, основанный на титульном персонаже комиксов Dark Horse Comics, с Джимом Кэрри в главной роли. Его персонаж во время преображения был одет в костюм «зут».
«Малкольм Икс» — фильм 1992 года режиссёра Спайка Ли о политическом лидере Малкольме Иксе, которого сыграл Дензел Вашингтон. Вашингтон, изображающий молодого Малкольма Икса, в некоторых сценах одет в костюм «зут».
«Zoot Suit Riot» — альбом-компиляция 1997 года группы Cherry Poppin' Daddies
«Приключения Букару Банзая в 8-м измерении» — фильм 1984 года. Владелец клуба Арти Дункан одет в желтый клетчатый костюм.
«Kid Creole and the Coconuts» — популярная музыкальная группа под руководством Августа Дарнелла. Он часто появлялся в группе в костюме «зут».